# کوکو مادمازل
کوکو مادمازل (انگلیسی: Coco Mademoiselle) عطری از برند شنل است که در سال ۲۰۱۱ برای مشتریان جوان ساخته شد.